# Zgoda (Świętochłowice)
Zgoda (niem. Eintrachthütte) – dzielnica Świętochłowic. Od północy graniczy z Centrum, od zachodu i południa z Rudą Śląską, a od wschodu z Chorzowem-Batorym. Na Zgodzie znajduje się zabytkowy gmach dyrekcji huty Zgoda oraz brama, która jest pozostałością po filii obozu koncentracyjnego – KL Eintrachthütte w Oświęcimiu. Później przekształcony na obóz dla Niemców, Polaków i Górnoślązaków, w którym zginęło ok. 2500 osób, kiedy kierował nim Salomon Morel.
Zgodę przyłączono do Świętochłowic z Nowego Bytomia pod koniec 1928. Faktycznie jednak znalazła się w granicach miasta od 1 stycznia 1929.
Początek Zgody to huta, która powstała tu w 1838. Później rozwijająca się wokół huty osada powoli przesuwała się w stronę Świętochłowic, a w jej obrębie były kiedyś Huta Florian i KWK Polska. Dziś w efekcie przemian, został tylko jeden z tych zakładów, gdyż kopalnia uległa likwidacji. W 1931 oddano do użytku kościół pw. św. Józefa.

## Kalendarium
- 20 stycznia 1369 – pierwsza wzmianka o kompleksie leśnym nazywanym Czarny Las
- 16 grudnia 1740 – ziemie przeszły pod panowanie Prus
- 1828 – hr. Karol Łazarz Henckel von Donnersmarck rozpoczął budowę huty Bethlen-Falva (późniejsza Florian)
- 14 marca 1838 – rozpoczęcie budowy huty Eintracht, której właścicielem był Franz Anton Egells(inne języki)
- 1846 – postawiono dworzec i zaczęła się rozwijać tzw. „Kolonia Dworcowa”
- 1883 – powstała parafia św. Józefa na Zgodzie
- 1 stycznia 1889 – strajki w hutach
- 7 lutego 1910 – urodziła się Helena Hoffmann
- styczeń 1919 – epidemia tyfusu
- 1922 – zmiana nazw niemieckich na polskie
- 20 października 1928 – wyłączono osadę Zgoda z Nowego Bytomia
- 1 stycznia 1929 – włączono Zgodę jako dzielnicę do gminy Świętochłowice,
- 1929 – ukończono budowę osiedla Grażyńskiego; na otwarciu był prezydent Ignacy Mościcki
- 29 listopada 1931 – poświęcony został kościół pw. św. Józefa
- 1937 – na górze Hugona uruchomiono lotnisko szybowcowe
- 3 września – do Zgody wkroczyły oddziały niemieckie
- 1942 – powstaje obóz jeniecki KL Eintrachthütte
- styczeń 1945 – likwidacja obozu jenieckiego
- 28 stycznia 1945 – do Zgody wkraczają oddziały radzieckie; stworzenie obozu dla Niemców, Polaków i Ślązaków
- listopad 1945 – likwidacja Obozu Zgoda
- 8 stycznia 1949 – zakończono budowę pierwszego silnika w ZUT Zgoda dla polskiego rudowęglowca Sołdek
- 1951 – wybudowano tor żużlowy dla zespołu Śląsk Świętochłowice przy Hucie Florian
- 25 stycznia – otworzono Dom Kultury na Zgodzie (ob. CKŚ Zgoda)
- 10 maja 1962 – wizyta polskich dygnitarzy: Edwarda Gierka, Zdzisława Grudnia, Ryszarda Trzcionki i Stanisława Kowalczyka
- 5 marca 1964 – wizyta prezydenta Finlandii Urho Kekkonenna w ZUT Zgoda
- czerwiec 1972 – wizyta Fidela Castro w hutach świętochłowickich
- 22 grudnia 1997 - Zgoda oficjalną dzielnicą Świętochłowic